# 吴继德
吴继德（1955年9月—），男，汉族，甘肃通渭人，中华人民共和国政治人物，中国共产党党员。毕业于中共中央党校。曾任中共甘肃省委统战部副部长，甘肃省工商联党组书记、副会长，2014年11月落马。

## 生平
1976年9月到1978年9月，就读于定西农学院林果专业。
1978年9月在甘肃省通渭县工作。1983年12月加入中国共产党。
1984年1月到1989年8月，历任任共青团定西地委宣传部副部长、部长、共青团定西地委副书记、中共定西地委政研室副主任。1989年8月到1991年6月，被擢升为中共漳县县委副书记。1991年6月到1994年12月，在中共兰州市纪委党风检查教育室工作。1994年12月到1997年9月，担任中共兰州市西固区委副书记。1997年9月到2002年3月，历任中共榆中县委副书记、榆中县人民政府代县长、中共榆中县委书记（1999年升正职）。2002年3月到2010年9月，历任兰州市人民政府副市长、党组成员、中共兰州市委常委，兰州市人民政府常务副市长、党组副书记。
2010年9月，升任中共甘肃省委统战部副部长，甘肃省工商联党组书记、副会长。
2014年10月22日，接受中国共产党中央纪律检查委员会调查，11月，吴继德因为受贿被甘肃省人民检察院立案侦查。